# 飛田良文
飛田良文（ひだ よしふみ、1933年12月8日 - ）は、日本の国語学者。国立国語研究所名誉所員。

## 人物
東北大学大学院博士課程中退。1993年「東京語成立史の研究」で東北大文学博士。国立国語研究所所員、名誉所員、国際基督教大学大学院比較文化研究科教授。2004年定年。

## 著書

### 単著
- 『東京語成立史の研究』東京堂出版 1993
- 『明治生まれの日本語』淡交社 2002　知の蔵書21／角川ソフィア文庫 2019

### 共編著
- 『牛店雑談安愚楽鍋用語索引』斎賀秀夫、梶原滉太郎共編　秀英出版　1975　国立国語研究所資料集
- 『哲学字彙訳語総索引』笠間書院　1979　笠間索引叢刊
- 『英米外来語の世界』編著　南雲堂　1981
- 『常用漢字表記辞典』加藤彰彦共編　桜楓社　1983
- 『明治のことば辞典』惣郷正明共編　東京堂出版　1986
- 『日本語・中国語意味対照辞典』呂玉新共著　南雲堂　1987
- 『日本・中国慣用句対照辞典』呂玉新共著　南雲堂　1989
- 『現代形容詞用法辞典』浅田秀子共著　東京堂出版　1991
- 『まちがいやすい同音語の漢字使い分け辞典』旺文社　1994
- 『現代副詞用法辞典』浅田秀子共著　東京堂出版　1994
- 『和英語林集成初版訳語総索引』菊地悟共編　笠間書院　1996　笠間索引叢刊
- 『ことばのはじめことばのふるさと 日本語の単語』荒尾禎秀共著　アリス館　1997　ことばの探検
- 『日本語文章表現法』編著　白帝社　1997
- 『小学館現代日葡辞典』ジャイメ・コエーリョ共編　1998
- 『世界商売往来用語索引』村山昌俊共著　武蔵野書院　2000
- ヘボン『和英語林集成 初版・再版・三版対照総索引』3巻　李漢燮共編　港の人　2000-01
- 『異文化接触論』おうふう　2001　日本語教育学シリーズ
- 『現代日本語講座』全6巻 佐藤武義共編　明治書院　2001-02
- 『小学読本字引集成 田中義廉版』第4-24巻　港の人　2001-07
- 『日本語行動論』おうふう　2001　日本語教育学シリーズ
- 『現代擬音語擬態語用法辞典』浅田秀子共著　東京堂出版　2002
- 『「明治期国語辞書大系」書誌と研究』松井栄一、境田稔信共編　大空社　2003
- 『哲學字彙訳語総索引』改訂増補　琴屋清香共著　港の人　2005
- 『日本語学研究事典』遠藤好英、加藤正信、佐藤武義、蜂谷清人、前田富祺共編　明治書院　2007
- 『明治期国語辞書大系』松井栄一,境田稔信共編　大空社　2008

### 記念論集
- 『日本語教育学の視点 国際基督教大学大学院教授飛田良文博士退任記念』東京堂出版　2004

## 参考
- 飛田良文 - researchmap
- 飛田良文 - J-GLOBAL
- 飛田良文 - KAKEN 科学研究費助成事業データベース